# Pfarrkirche Klein-Engersdorf

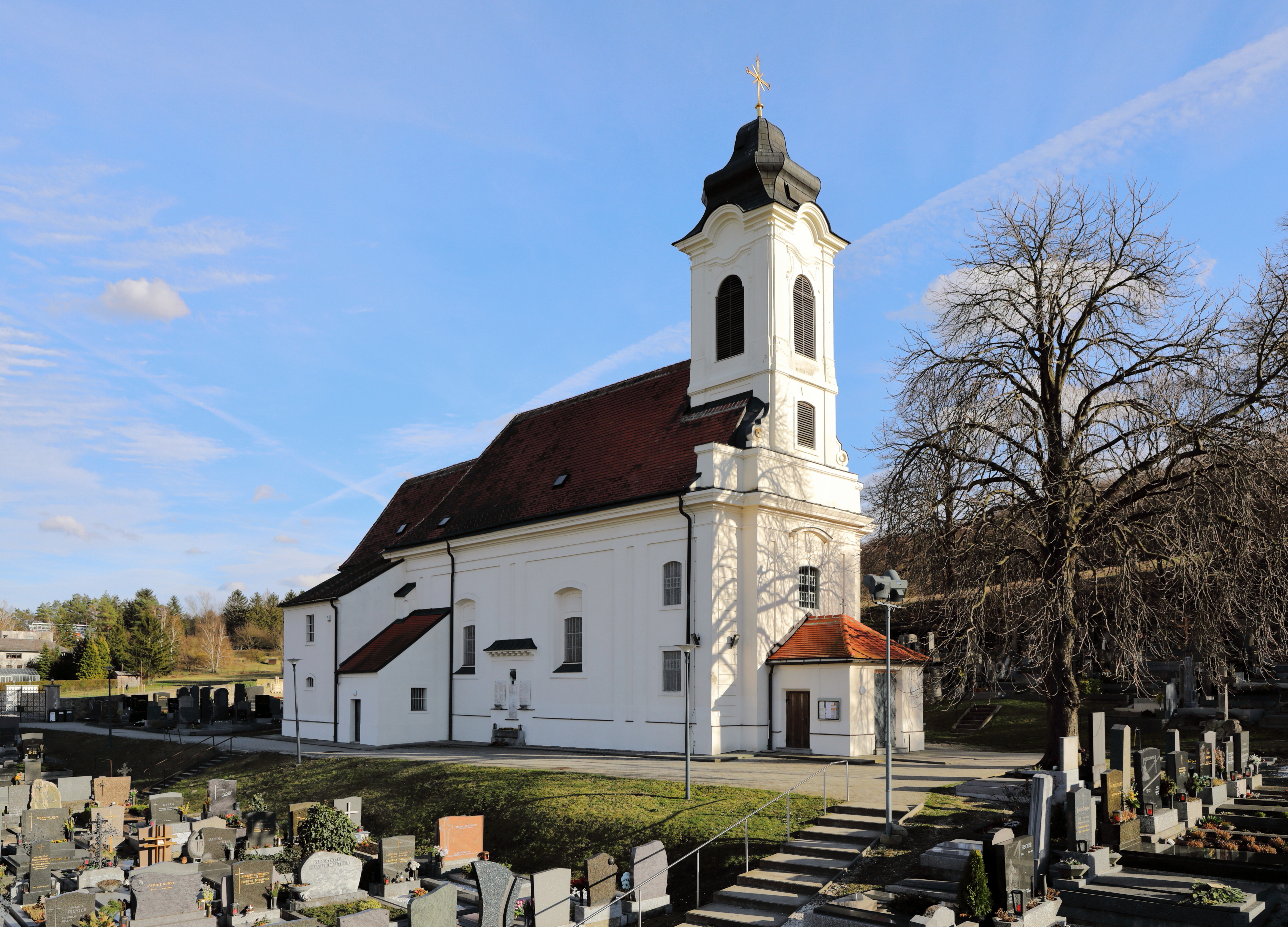
Katholische Pfarrkirche hl. Veit in Klein-Engersdorf

Die römisch-katholische Pfarrkirche Klein-Engersdorf steht in einer Hanglage im Osten des Ortes Klein-Engersdorf in der Marktgemeinde Bisamberg im Bezirk Korneuburg in Niederösterreich. Die dem Patrozinium des hl. Veit unterstellte Pfarrkirche gehört zum Dekanat Korneuburg im Vikariat Unter dem Manhartsberg in der Erzdiözese Wien. Die Kirche steht unter Denkmalschutz (Listeneintrag).

## Geschichte
Die Pfarre entstand um 1100 und gehörte anfangs zum Stift Formbach und wurde 1540 dem Schottenstift inkorporiert.
Der gotische Chor entstand in der Mitte des 14. Jahrhunderts, 1772 das heutige Langhaus und 1777 die Westfront.

## Architektur
Das Kirchenäußere zeigt ein schlichtes spätbarockes Langhaus, die Westfassade mit Putzbänderung hat einen leicht vorgezogenen Mittelteil mit einem Fassadenturm. Der mit Lisenen gegliederte Turm hat Segmentbogenfenster mit Verdachung, über einem verkröpften Traufgesims das Glockengeschoß mit Eckpilastern und rundbogigen Schallfenstern mit aufwendiger Putzumrahmung, er trägt einen Zwiebelhelm. Der gotische Chor aus Bruchsteinmauerwerk hat Strebepfeiler mit Pultdächern, im Chorschluss ist das Spitzbogenfenster vermauert. Nördlich am Chor steht ein spätbarocker zweigeschoßiger Anbau durch Doppellisenen mit einem abschließenden Querband gegliedert. Östlich steht ein moderner Vorbau.
Das Kircheninnere zeigt ein platzlgewölbtes Vorjoch und ein Langhaus mit einem an den Ecken abgerundeten Raum unter einer flachen stuckierten Holztonne mit korbbogigen Gurten, Pilastergliederung und umlaufendem profiliertem Gesims. Die seitlich vorgezogene Orgelempore ruht auf Konsolen. Der Triumphbogen ist korbbogig. Der erhöhte zweijochige Chor hat einen Fünfachtelschluss, ein Kreuzrippengewölbe mit reliefierten Schlusssteinen auf Absenkungen über Halbsäulen. Zwischen dem zweiten Joch und dem Schluss befindet sich ein Konsolstein für eine Figur und bekrönenden Baldachin mit Fialen in spätgotischen Formen. In der Nordwand des Chores gibt es zwei spätbarocke Emporenfenster, das Sakristeiportal hat eine Steinrahmung.

## Einrichtung
Der spätbarocke Hochaltar aus dem dritten Viertel des 18. Jahrhunderts hat über einer eingestellten Mensa einen Säulenaufbau auf einem hohen Postament und seitliche Opfergangsportale mit Konsolfiguren von Evangelisten aus der ersten Hälfte des 18. Jahrhunderts und auf einem Gesims die Heiligen Sebastian und Rochus. Das Hochaltarbild Kreuzigung ist aus der ersten Hälfte des 19. Jahrhunderts, das Aufsatzbild Krönung Mariens ist aus dem dritten Viertel des 18. Jahrhunderts. Das ehemalige Hochaltarbild hl. Veit von Martin Johann Schmidt 1775 ist in Verwahrung.
Die Orgel baute Ferdinand Salomon 1989. Eine Glocke nennt Joachim Gross 1678.

## Grabdenkmäler
Außen
- Spätgotischer Wappengrabstein mit Blendmaßwerk und Inschrift.
- Grabsteine aus dem 14. Jahrhundert stark verwittert